# Torre Blanca (Los Urrieles)

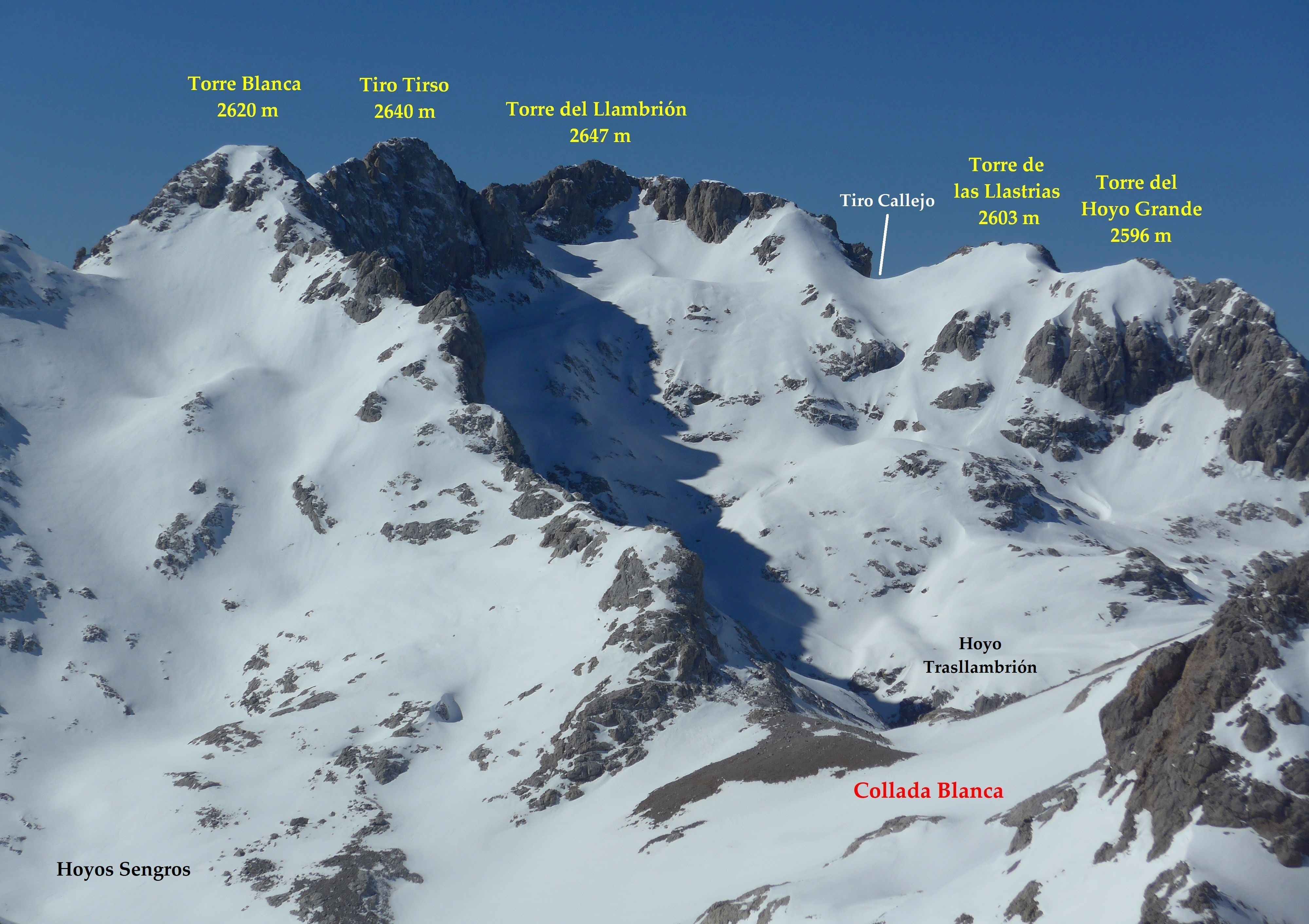
Torre Blanca y otras cimas del macizo central vistas desde la T. de Horcados Rojos

Torre Blanca es una montaña enclavada en el Macizo Central de los Picos de Europa o macizo de los Urrieles. Se sitúa en la divisoria entre la provincia de León y Cantabria.
Con sus 2618,5 metros de altitud representa el pico más alto de Cantabria, aunque tradicionalmente se ha otorgado este honor a Peña Vieja por encontrarse totalmente en territorio cántabro. Esta cumbre representa también el punto más occidental de la geografía cántabra.
Pertenece al sector montañoso donde se localizan el pico Madejuno y Tiro Llago. Dicho sector constituye un cordal que discurre de noroeste a sureste estableciendo una divisoria natural entre Cantabria y León.

## Toponimia
La nieve se acumula con más abundancia en esta montaña que en otras de su mismo sector. Por ello, destaca su color blanco durante buena parte del año y de ahí procede su nombre.
No se debe confundir esta montaña con Peña Blanca (2194 m), en el macizo occidental.